# Кирил Михајловски
Кирил Михајловски Грујица (Виница, код Кочана, 9. јун 1916 — Београд, 20. мај 1991) био је учесник Народноослободилачке борбе, друштвено-политички радник СФР Југославије и СР Македоније, генерал-мајор ЈНА и народни херој Југославије.

## Биографија
Рођен је 9. јуна 1916. године у Виници код Кочана. Родитељи су му били учитељи. Основну школу завршио је у родном месту, а гимназију у Лесковцу, где су му родитељи службовали. Још као гимназијалац у Лесковцу укључио се у револуционарни омладински покрет. Његов рад у револуционарном покрету постао је активнији у време док је похађао учитељску школу. Када се упознао са основама марксизма-лењинизма, умео је да води читалачке групе на којима се говорило о револуционарним догађајима у Совјетском Савезу и Шпанији. Био је активан у КУД-у „Абрашевић“ и у управном одбору „Сеоске слоге“ у Лесковцу. Био је одговоран за прикупљање „Црвене помоћи“. Члан Савеза комунистичке омладине Југославије постао је 1937. године.
Његово јавно декларисање о сопственим уверењима уследило је за време децембарских избора 1938. године, после крвавих обрачуна с полицијом. Кирил се склонио у село Врбичане, где му је брат био учитељ. Овде се повезао са руководиоцима Комунистичке партије Југославије за Косово и активирао се у организовању учитеља. Због своје активности био је ухапшен и одведен у Призрен. У пролеће 1939. године отишао је у школу резервних официра у Марибору. У школи су се комунисти повезали и развили активност каква је била могућа у условима касарнског живота. Ова активност се углавном сводила на читање илегалне литературе и информисање.
Априлски рат 1941. године затекао га је у Страцину, као резервног потпоручника. После окупације вратио се у Лесковац и укључио се у припреме за оружани устанак. У јуну 1941. године, био је упућен као члан КПЈ у Прокупље, ради организовања партизанског одреда. После формирања Топличког одреда, постао је комесар чете. До тада познат под именом Уча, сада је узео партизанско име Грујица. Био је командант батаљона, комесар Првог јужноморавског батаљона, затим Прве јужноморавске бригаде, те начелник Оперативног штаба црнотравских, косовских и македонских јединица. Осим тога, био је и већник Антифашистичког већа народног ослобођења Југославије и Антифашистичког собрања народног ослобођења Македоније.
Кирил је с временом затражио од КПЈ да буде упућен у партизанске јединице у Македонији. То му је било одобрено крајем марта 1943. године. Кад је формирана Трећа македонска бригада, 26. фебруара 1944. године, био је постављен за политичког комесара бригаде. У јулу исте године постао је комесар Четврте македонске бригаде. У току завршних операција за ослобођење Македоније био је командант 50., а затим 51. дивизије НОВЈ и командант Штипске војне области.
После ослобођења остао је у служби Југословенске народне армије до 1966. године, када је пензионисан у чину генерал-мајора. Биран је за посланика Народне и Савезне скупштине. Био је члан Савета федерације.
Преминуо је 20. маја 1991. године у Београду. Сахрањен је у Алеји заслужних грађана на Новом гробљу у Београду.
Носилац је Партизанске споменице 1941. и више страних и југословенских одликовања. Орденом народног хероја одликован је 29. новембра 1953. године.